# Секс-торговля в Таиланде
По определению ООН торговля людьми представляет собой «осуществляемые в целях эксплуатации вербовку, перевозку, передачу, укрывательство или получение людей путем угрозы силой или ее применения или других форм принуждения, похищения, мошенничества, обмана, злоупотребления властью или уязвимостью положения, либо путем подкупа, в виде платежей или выгод, для получения согласия лица, контролирующего другое лицо». Таиланд является источником, страной назначения и транзита для торговли людьми. Государственный департамент США в своем отчете о торговле людьми за 2017 год, оценил Таиланд как страну «2 категории реестра», а это означает, что, хотя правительство Таиланда добивается существенного прогресса в достижении ликвидации торговли людьми, число жертв большое и оно растет. Этот отчет ставит Таиланд в один ряд с такими странами как Саудовская Аравия, Бангладеш и Гватемала.

## Характер эксплуатации
Что касается сексуальной торговли, в Таиланде существуют две основные модели. Более старый вариант — когда человека родом из деревни перевозят в крупный город, где его принуждают к секс-индустрии. Более новый вариант — когда человека из деревни сразу перевозят в другую страну, где он оказывает сексуальные услуги местным жителям, а иногда и секс-туристам..
В Таиланде местные женщины, мужчины и дети становятся жертвами торговли для других стран. Особенно часто они попадают в богатые азиатские страны. Предполагается, что от 100 000 до 200 000 тайских женщин работают за границей предлагая свои секс-услуги. Количество тайских женщин-жертв торговли людьми в одной Японии составляет от 50 000 до 70 000 человек. Большинство этих женщин находятся в возрасте от 12 до 16 лет и по прибытии в страну отправляются работать в публичные дома.
Торговля людьми в Таиланде не ограничивается гражданами Таиланда. Людей из других стран также вывозят в Таиланд для работы в секс-индустрии. В последние годы было много случаев, когда бирманские, камбоджийские и лаосские граждане были проданы в тайские публичные дома в разных провинциях страны. С 1990 года в тайскую секс-индустрию было продано более 80 000 человек. Большинство секс-работников в Таиланде являются иностранцами, и более 60 % женщин, въезжающих в страну для работы в секс-индустрии, моложе 18 лет. В Таиланде проживает 75 000 проституток младше 18 лет.

## История
Проституция в Таиланде была легализована в 1300-х до 1700-х годов. До 1970-х годов проституция в королевстве не была сильно распространена. Однако с 1970-х годов, с притоком китайских мигрантов, секс-индустрия начала процветать. По подсчетам ЮНЭЙДС в 2015 году общая численность работников секс-бизнеса в Таиланде составляет 147 000 человек.

## Причины
Ученые и эксперты не могут договориться о единой причине, почему в Таиланде люди не по своей воле попадают в секс-индустрию. В основном причины можно поделить на: экономические, религиозные и ответственность перед семьей. В Таиланде часто люди попадают в сексуальное рабство после того как их похищают, продают или принуждают. Также секс-торговля рассматривается как возможность расплатиться с родительскими долгами.

## Защита и профилактика

### Законы
В 1990-х годах было принято несколько законов, которые были направлены на то, чтобы предотвратить сексуальную торговлю и защитить тех, кто стал жертвой торговли людьми.
В 1992 году Таиланд инициировал программу работы с семьями и общественностью для изменения позитивного отношения к детской проституции. Были также приняты юридические меры по пресечению сексуальной торговли.
В 1996 году Таиланд представил новый закон о пресечении и предотвращении проституции. Проституция взрослых считается преступлением, которое «нарушает общественную мораль». Также была предусмотрена строгая ответственность для родители которые вовлекали в секс-индустрию, или продавали своих детей.
В 2008 году Таиланд принял новый закон о борьбе с торговлей людьми: «Закон о борьбе с торговлей людьми BE 2551». В него включалось определение «торговля людьми» в соответствии с международными нормами, содержащимся в Палермском протоколе Конвенции Организации Объединенных Наций о транснациональной организованной преступность. Таким образом, этот закон предусматривает уголовную ответственность как за секс, так и за торговлю людьми любой национальности.
Кроме того, Таиланде сотрудничает в борьбе с торговлей людьми с правительствами Камбоджи, Лаосской Народно-Демократической Республики и Мьянмы. Меморандумы Таиланда-Лаоса и Таиланда-Мьянмы выполняются посредством плановых операций, а также совместных совещаний по вопросам пересечения границы.
29 января 2017 года. Тайское правительство заявило, что приняло изменения в законе о борьбе с торговлей людьми. Это облегчит уголовное преследование тех, кто замешан с секс-торговле в Таиланде. В соответствии с измененным законом, тот, кто принуждает человека к труду будет наказываться лишением свободы на один год и штрафом в размере 100 000 бат. Кроме того, те, кто эксплуатирует детей в возрасте до 15 лет, могут быть заключены в тюрьму на срок до четырех лет и получить штраф в размере 400 000 бат.

### Международное участие
По состоянию на декабрь 2014 года протокол о торговле людьми, входящий в Конвенцию Организации Объединенных Наций, о транснациональной организованной преступности был ратифицирован 166 странами, включая Таиланд.
Таиланд ратифицировал Палермский протокол 17 октября 2013 года. Также у Таиланда, Камбоджи, Китая, Лаосской Народно-Демократической Республики, Мьянмы и Вьетнама действует скоординированная программа по предотвращению торговли людьми. Этот процесс подразумевает совместную работу правительств этих стран и ежегодные отчеты о проделанной работе.